# Francesco La Vecchia
Francesco La Vecchia (Roma, 10 settembre 1954) è un direttore d'orchestra italiano.

## Biografia
Intraprende gli studi musicali sotto la guida del nonno, successivamente studia chitarra con Alirio Diaz.
Nel 1978 dà vita alla Fondazione Arts Academy di Roma, rimanendone alla guida per 25 anni.
Nel 1982 intraprende l'attività di direttore d'orchestra che svolge principalmente in Italia, Europa e America Latina. Nel 1986 è stato chiamato alla direzione artistica dell'Accademia Franco Ferrara e, nel 1988, è stato invitato da Giancarlo Menotti a dirigere al Festival dei Due Mondi di Spoleto. Nel 1996 ha diretto in Brasile l'opera Il Guarany di Antônio Carlos Gomes in occasione del centenario della morte del compositore proposta per la prima volta nell'edizione integrale con la regia di Joasino Trinta.
Nel 2002 ha fondato l'Orchestra Sinfonica di Roma, da lui diretta fino alla cessazione delle attività nel 2014.
Ha inciso per l'etichetta Naxos alla guida dell'Orchestra Sinfonica di Roma la produzione integrale per orchestra di Alfredo Casella e Giuseppe Martucci. Ha inoltre registrato vari lavori di numerosi compositori italiani del Novecento, tra cui Franco Ferrara, Alfredo Catalani, Goffredo Petrassi e Ottorino Respighi.